# Gomecello
Gomecello es un municipio y localidad española de la provincia de Salamanca, en la comunidad autónoma de Castilla y León. Se integra dentro de la comarca de La Armuña. Pertenece al partido judicial de Salamanca y a la Mancomunidad La Armuña.

## Geografía
Su término municipal está formado por un solo núcleo de población, ocupa una superficie total de 20,70 km².

### Comunicaciones
Cuenta con estación de ferrocarril, que está situada en la línea que une Medina del Campo con la frontera portuguesa en Fuentes de Oñoro, y ésta cuenta con un muelle para carga y descarga de mercancías. Existen tres servicios a Salamanca (dos los sábados, domingos y festivos) y dos a Valladolid que uno se prolonga hasta Palencia.

## Historia

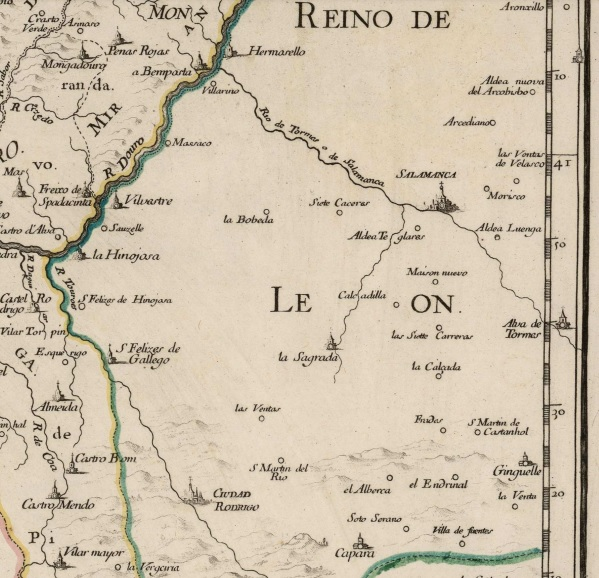
Mapa del año 1666 en el que aparece Las Ventas de Velasco, antiguo núcleo poblado ubicado en el municipio de Gomecello.

Fundado por los reyes de León en la Edad Media en su proceso de repoblación del área salmantina, estos habrían encargado la labor de organizar el poblamiento de la localidad a un tal Gómez Tello, quedando encuadrada entonces la localidad en el cuarto de Armuña de la jurisdicción de Salamanca, dentro del Reino de León, documentándose en el siglo XIII como Gomeçello.
Asimismo, dentro del término municipal de Gomecello también fueron fundados en dicho proceso repoblador los hoy despoblados de Sordos, Hortelanos (documentado en el siglo XIII como Ortelanus) y Velasco Muñoz. Por otro lado, cabe apuntar que Velasco Muñoz fue posteriormente conocido también como Velasco o Las Ventas de Velasco, por ubicarse allí en la Edad Moderna una venta, que aprovechaba la ubicación de esta antigua alquería junto a la vereda de Salamanca a Medina.
Ya en la Edad Contemporánea, con la creación de las actuales provincias en 1833, Gomecello quedó encuadrado en la provincia de Salamanca, dentro de la Región Leonesa, estando formado el municipio entonces por tres núcleos, el de Gomecello (que contaba en 1858 con 47 hogares y 194 habitantes), Sordos (considerado alquería, con 4 hogares y 23 habitantes en 1858) y Hortelanos (considerado despoblado ya en 1858, si bien se registraba en él una casa con 7 habitantes). Por su parte, Velasco Muñoz ya se encontraba despoblado entonces.
Posteriormente, en 1877, fue inaugurada la estación de ferrocarril de Gomecello, comenzando a prestar servicio en dicho año, tras la inauguración de la línea férrea Salamanca-Medina del Campo, hecho que resultó trascendental para el posterior desarrollo de industria en Gomecello, que llegó a convertirse en el principal núcleo poblacional y económico de La Armuña.

## Geografía humana

### Demografía
Cuenta con una población de 412 habitantes (INE 2024).

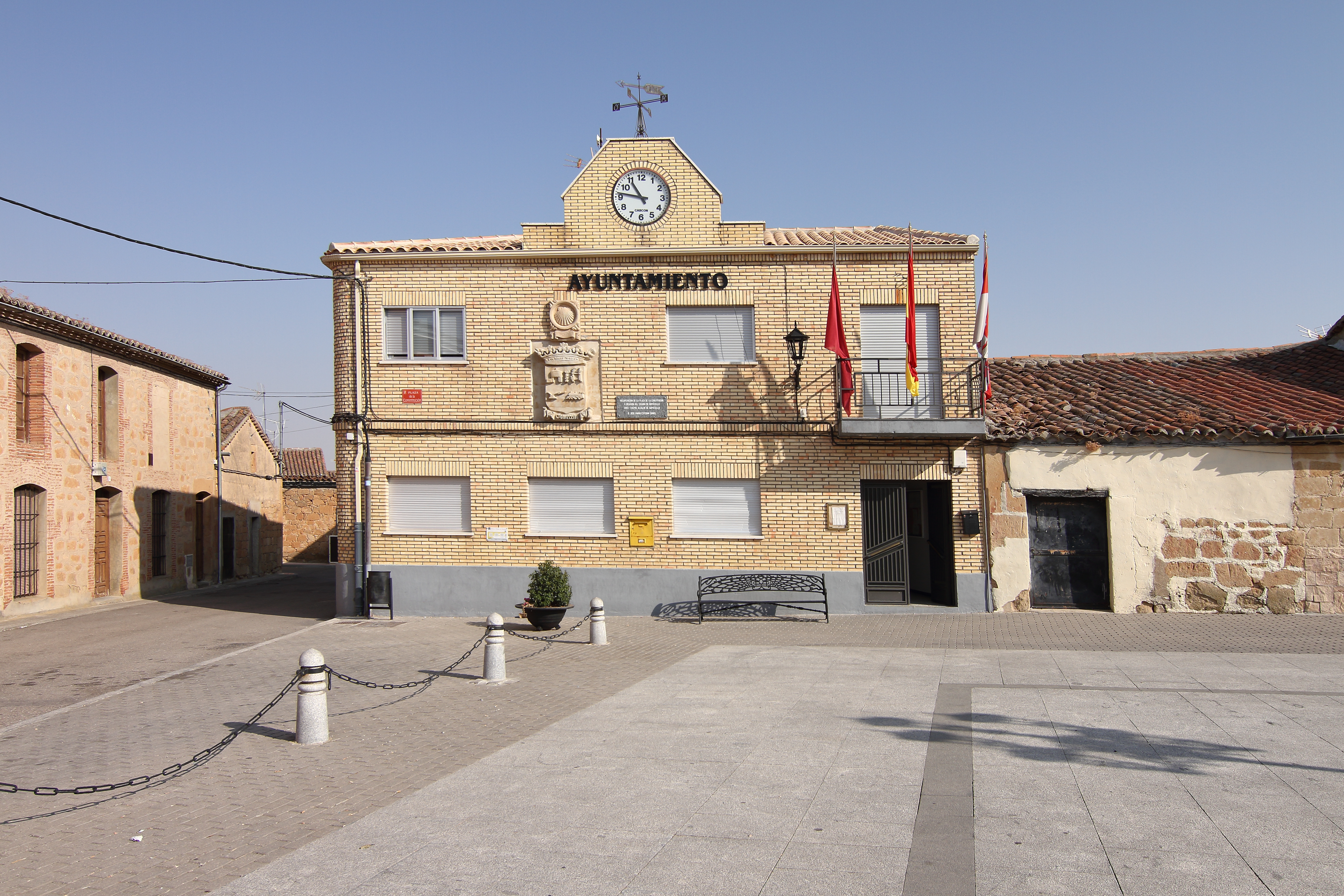
Aspecto de la Casa consistorial en 2016, antes de la reforma acometida en 2018.

| Gráfica de evolución demográfica de Gomecello entre 1842 y 2021                                                       |
| |
| Población de derecho según los censos de población del INE. Población de hecho según los censos de población del INE. |

### Economía
La tasa de paro era del 14,88% en 2001 y de la población activa el sector primario ocupaba al 12,02%, la industria y artesanía al 13,66%, la construcción al 15,85% y los servicios al restante 58,47%.
Los cultivos dominantes son los cereales y legumbres principalmente. Las explotaciones agrarias, 73 según el censo agrario de 1999, ocupaban 1.869 hectáreas, el 40,4% en propiedad y el 59,7% en arrendamiento. 1.688 ha estaban labradas (1.686 de herbáceos y 2 de frutales), 155 se dedicaban a pastos permanentes y 26 ha eran otras tierras no forestales. Del total de explotaciones, 14 tenían menos de 5 ha y 11 superaban las 50 ha. Las unidades ganaderas censadas en 1999 eran 215: 157 de bovino, 1 de ovino, 53 de porcino, 2 de equino y 1 de ave.
Por otro lado, en Gomecello funciona desde 2007 el centro de tratamiento de residuos (CTR) para toda la provincia de Salamanca.

## Monumentos y lugares de interés

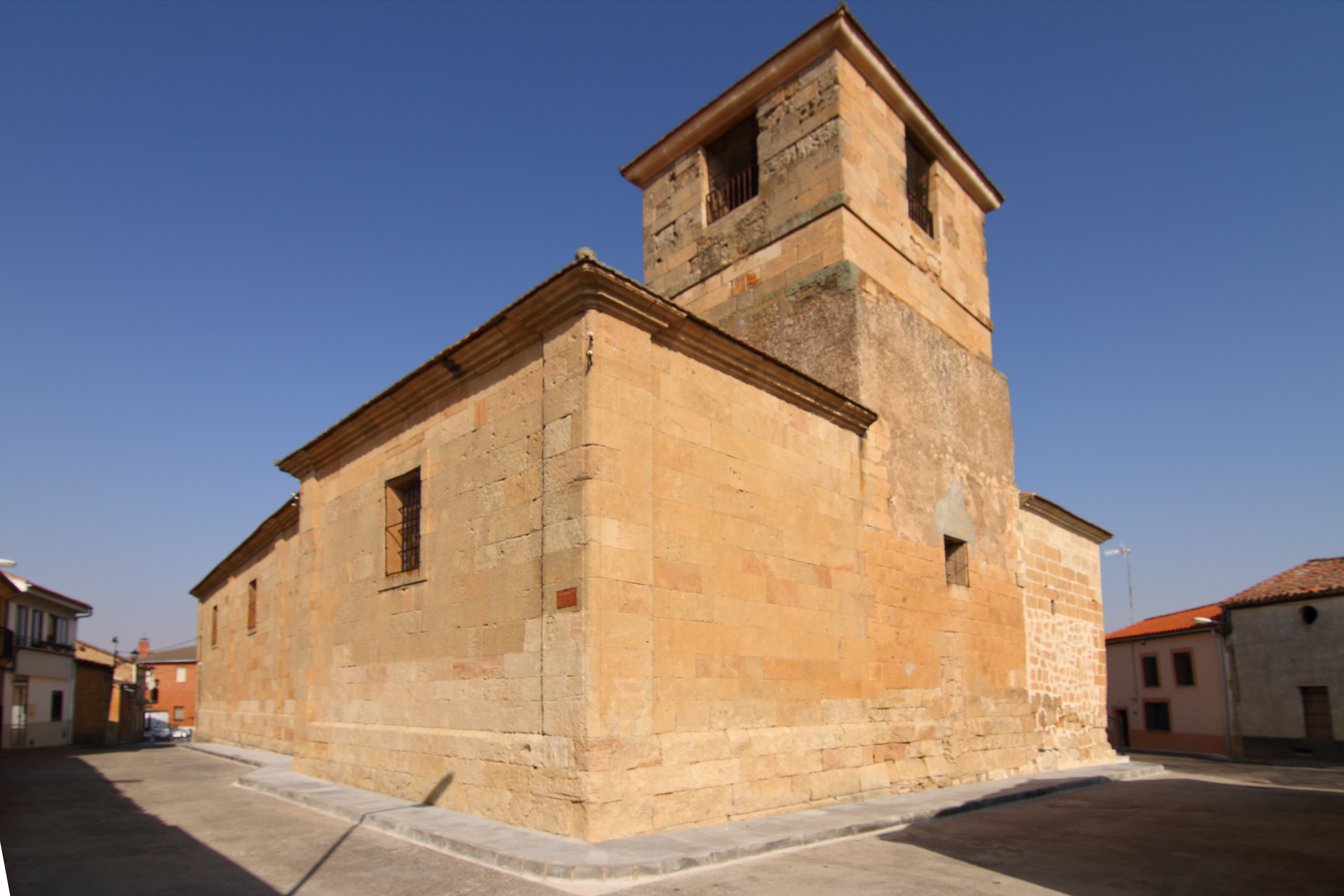
Iglesia de Santiago Apóstol

Entre sus edificios cabe destacar como más relevante la iglesia de Santiago Apóstol. Asimismo, cabe señalar la existencia de dos silos de cereal en la localidad, que son visibles desde bastantes kilómetros de distancia, haciendo el pueblo fácilmente reconocible.
Por otro lado, dentro del término municipal, junto a la carretera que une Gomecello y Cabezabellosa, se encuentran los restos de la antigua población de Sordos.

## Cultura

### Fiestas
Las fiestas se suelen celebrar el penúltimo fin de semana de agosto (alrededor del día 20) en honor a la Virgen de la Esperanza.

## Administración y política
| Partido político                         | 2023  | 2023  | 2023       | 2019  | 2019  | 2019       | 2015  | 2015  | 2015       | 2011  | 2011  | 2011       | 2007  | 2007  | 2007       | 2003  | 2003  | 2003       |
| Partido político                         | %     | Votos | Concejales | %     | Votos | Concejales | %     | Votos | Concejales | %     | Votos | Concejales | %     | Votos | Concejales | %     | Votos | Concejales |
| Partido Popular (PP)                     | 85,34 | 227   | 6          | 67,76 | 227   | 5          | 65,42 | 227   | 5          | 59,34 | 251   | 4          | 49,45 | 226   | 4          | 46,67 | 203   | 3          |
| Partido Socialista Obrero Español (PSOE) | 13,16 | 35    | 1          | 31,34 | 105   | 2          | 30,84 | 107   | 2          | 39,95 | 169   | 3          | 2,84  | 13    | 0          | 1,61  | 7     | 0          |
| Unión del Pueblo Salmantino (UPSa)       | —     | —     | —          | —     | —     | —          | —     | —     | —          | —     | —     | —          | 47,48 | 217   | 3          | 50,80 | 221   | 4          |